# Leandra horrida
Leandra horrida är en tvåhjärtbladig växtart som beskrevs av Célestin Alfred Cogniaux. Leandra horrida ingår i släktet Leandra och familjen Melastomataceae. Inga underarter finns listade i Catalogue of Life.